# 奥厄河 (埃夫策河支流)
51°01′38″N 9°22′18″E / 51.027301°N 9.371563°E
奧厄河（德語：Ohebach），是德國黑森州的河流，位於該國中部，屬於埃夫策河的左支流，河道全長21.6公里，流域面積103.4平方公里，河口處在埃夫策河畔洪贝格附近。